# Katarzyna Mizia-Stec
Katarzyna Magdalena Mizia-Stec (ur. 25 grudnia 1967) – polska kardiolożka, profesorka doktorka habilitowana nauk medycznych, prorektorka ds. nauki Śląskiego Uniwersytetu Medycznego w Katowicach.

## Życiorys
Katarzyna Mizia-Stec w 1997 uzyskała na Śląskiej Akademii  stopień doktora nauk o kulturze fizycznej na podstawie pracy Ocena wybranych parametrów klinicznych i hormonalnych u chorych z mastopatią (promotorka – Barbara Zahorska-Markiewicz). W 2004 habilitowała się tamże na podstawie dorobku naukowego, w tym dzieła Cytokiny, rozpuszczalne formy receptorów i molekuły adhezyjne w surowicy krwi chorych z chorobą wieńcową. W 2011 otrzymała tytuł naukowy profesora.
Zawodowo związana ze Śląskim Uniwersytetem Medycznym. W 2012 została kierowniczką I Katedry i Kliniki Kardiologii Wydziału Nauk Medycznych. Jednocześnie kierowniczka I Oddziału Kardiologii Górnośląskiego Centrum Medycznego w Katowicach. Prorektorka ds. nauki SUM w kadencji 2020–2024. Wypromowała siedmioro doktorów.
Członkini Polskiego Towarzystwa Kardiologicznego, Polskiego Towarzystwa Badań nad Otyłością, Europejskiego Towarzystwa Kardiologicznego.
W czerwcu 2022 została członkinią korespondentką Polskiej Akademii Umiejętności. 
Została odznaczona Złotym Krzyżem Zasługi (2023).